# Rotondă pentagonală alungită
În geometrie rotonda pentagonală alungită este un poliedru convex construit prin alungirea unei rotonde pentagonale (J6) prin atașarea unei prisme decagonale la baza acesteia. Este poliedrul Johnson (J21).
Poliedrul poate fi văzut ca o ortobirotondă pentagonală alungită (J42) cu unul dintre „capace” (o rotondă pentagonală, J6) îndepărtat.

## Mărimi asociate
Următoarele formule pentru arie A și volum V sunt stabilite pentru lungimea laturilor tuturor poligoanelor (care sunt regulate) a:
{\displaystyle A=\left(10+{\frac {1}{2}}{\sqrt {5\left(145+58{\sqrt {5}}+2{\sqrt {30\left(65+29{\sqrt {5}}\right)}}\right)}}\right)a^{2}\approx 32,347200\,a^{2},}
{\displaystyle V={\frac {1}{12}}\left(45+17{\sqrt {5}}+30{\sqrt {5+2{\sqrt {5}}}}\right)a^{3}\approx 14,611971\,a^{3}.}

## Poliedru dual
Dualul rotondei pentagonale alungite are 30 de fețe: 10 triunghiuri isoscele, 10 romburi și 10 patrulatere:
| Dualul rotondei pentagonale alungite | Desfășurata dualului |
| ------------------------------------ | -------------------- |
|                                      |                      |